# Stanisław Gazda

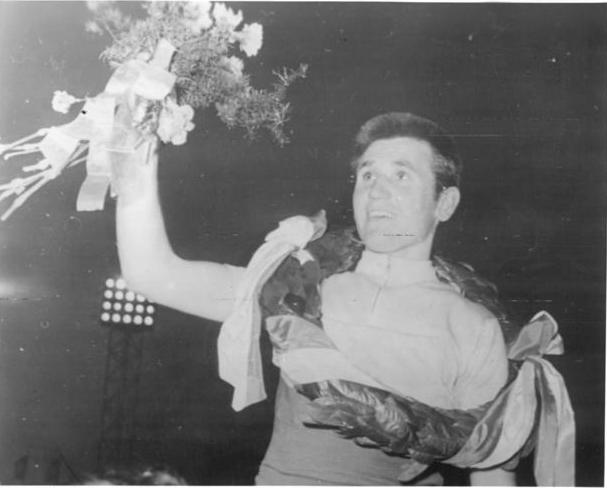
Stanisław Gazda nach seinem Etappensieg auf der 5. Etappe der Friedensfahrt 1960

Stanisław Gazda (* 11. Mai 1938 in Pszczyna bei Katowice; † 28. Oktober 2020 in Rybnik) war ein polnischer Radrennfahrer. Er war gelernter Tischler und Mitglied im Club Floty Gdynia und wechselte später zum Verein Start Bielsko.

## Sportliche Laufbahn
Er nahm sechsmal an der Internationalen Friedensfahrt teil (1959–62, 1964–65). Bei den Olympischen Sommerspielen 1960 belegte er im Straßenrennen den sechsten Platz. Die Polen-Rundfahrt konnte er 1963 gewinnen.

## Erfolge
| Jahr | Erfolg | Rennen                       |
| ---- | ------ | ---------------------------- |
| 1958 | 3.     | Polen-Rundfahrt              |
| 1959 | 2.     | Polen-Rundfahrt              |
| 1960 | 6.     | Olympische Spiele in Rom     |
| 1960 | 5.     | Friedensfahrt                |
| 1962 | 3.     | Friedensfahrt                |
| 1963 | Sieger | Polen-Rundfahrt              |
| 1971 | Sieger | Szlakiem Grodów Piastowskich |
| 1972 | 3.     | Polen-Rundfahrt              |